# Князівська сільська рада (Путивльський район)
Князі́вська сільська́ ра́да — колишній орган місцевого самоврядування в Путивльському районі Сумської області. Адміністративний центр — село Князівка.

## Загальні відомості
- Населення ради: 856 осіб (станом на 2001 рік)

## Населені пункти
Сільській раді були підпорядковані населені пункти:
- с. Князівка
- с. Мінакове
- с. Нові Гончарі
- с. Сахарове
- с. Сиром'ятникове
- с. Старі Гончарі
- с. Ширяєве

### Колишні населені пункти
- с. Плаксине, зняте з обліку 1988 року

## Склад ради
Рада складалася з 12 депутатів та голови.
- Голова ради: Гаркавенко Ольга Олександрівна
- Секретар ради: Мірошнікова Олена Анатоліївна

### Керівний склад попередніх скликань
| Прізвище, ім'я, по батькові    | Основні відомості                                                                           | Дата обрання | Дата звільнення |
| ------------------------------ | ------------------------------------------------------------------------------------------- | ------------ | --------------- |
| Гаркавенко Ольга Олександрівна | Сільський голова, 1973 року народження, освіта вища, Всеукраїнське об'єднання «Батьківщина» | 26.03.2006   | 31.10.2010      |
| Гаркавенко Ольга Олександрівна | Сільський голова, 1973 року народження, освіта вища, позапартійна                           | 31.10.2010   |                 |

Примітка: таблиця складена за даними сайту Верховної Ради України